# Xylocopa inconstans
Xylocopa inconstans är en biart som beskrevs av Smith 1874. Den ingår i släktet snickarbin och familjen långtungebin. Inga underarter finns listade i Catalogue of Life. Arten är vitt utbredd i Afrika.

## Beskrivning
Ett stort bi med en kroppslängd mellan 18 och 23 mm. Tidigare forskare har rapporterat om individer (delvis under andra namn) med maxlängder på 26 till 30 mm. Hanen är helt täckt med gul päls; honan har två former, båda med svart grundfärg och pälslösa utom på ett område från bakre delen av mellankroppen (inklusive sidorna) till första bakkroppssegmentet. På grundformen är det behårade området vitt, medan det på formen flavescens är gult.

## Utbredning
Utbredningsområdet omfattar Senegal, Burkina Faso, Gambia, Togo, Kamerun, Kongo-Kinshasa, Kongo-Brazzaville, Sudan, Somalia, Etiopien, Eritrea, Kenya, Tanzania, Moçambique, Malawi, Zimbabwe, Angola, Botswana, Namibia och Sydafrika.

## Ekologi
Arten är polylektisk, den besöker blommor från många olika familjer, framför allt ärtväxter, men även afodillväxter, underblommeväxter, paradisblomsterväxter, tropikmandelväxter, rökelseträdsväxter, akantusväxter, potatisväxter och katalpaväxter.
Arten utgör föda åt rovflugorna Hyperechia bifasciata och Hyperechia nigripennis.
Som nästan alla snickarbin (med undantag för undersläktet Proxylocopa) bygger arten bon i dött eller murknande trä, för denna art Triplochiton scleroxylon i familjen malvaväxter, Eukalyptussläktet i familjen myrtenväxter, jacarandasläktet i katalpaväxter, zedrak i mahognyväxter samt Afrocarpus gracilior i podokarpväxter. Larverna kan parasiteras av sköldlusstekeln Coelopencyrtus callainus..